# Penning-Falle
In einer Penning-Falle können elektrisch geladene Teilchen mit Hilfe eines konstanten Magnetfeldes und eines elektrostatischen Quadrupolfeldes gefangen und gespeichert werden. Durch die Speicherung der geladenen Teilchen ist es möglich, deren physikalische Eigenschaften mit hoher Präzision zu untersuchen. Hans Georg Dehmelt gelang 1987 eine sehr präzise Bestimmung des Landé-Faktors des Elektrons und des Positrons in der Penning-Falle. Er erhielt 1989 den Nobelpreis für Physik für seine Entwicklungen an der Penningfalle.
Die Penning-Falle ist nach dem holländischen Physiker Frans Michel Penning benannt, da das Prinzip der Speicherung der geladenen Teilchen auf seinem Vorschlag von 1936 beruht, durch Hinzufügen eines Magnetfeldes die Speicherzeit von geladenen Teilchen in Vakuummessröhren zu verlängern.

## Anwendungsgebiete
Eine Penning-Falle ist besonders zur präzisen Messung der Eigenschaften von Ionen und anderen geladenen subatomaren Teilchen geeignet. Eine ihrer Hauptanwendungen findet die Penning-Falle in der Massenspektrometrie. In der Chemie werden Penningfallen zur Identifikation von Ionen und geladenen Molekülen in FT-ICR-Massenspektrometern verwendet. In der Kernphysik werden Kernbindungsenergien durch Massenmessungen sowohl von stabilen als auch von kurzlebigen, radioaktiven Kernen bestimmt. Des Weiteren ist es möglich, den g-Faktor der gespeicherten Teilchen zu bestimmen und damit beispielsweise die Quantenelektrodynamik zu überprüfen. Weiterhin wird diese Falle zur physikalischen Realisierung von Quantencomputern und der Quanteninformationsverarbeitung benutzt. Am CERN werden mithilfe von Penning-Fallen Antiprotonen gespeichert, um diese anschließend hochgenau zu vermessen oder um aus ihnen Antiwasserstoff zu synthetisieren. Da am CERN aufgrund von Störungen Messungen an Antiteilchen nicht präzise durchgeführt werden können, wurde eine transportable Penning-Falle entwickelt, um diese auf LKWs transportieren zu können.

## Prinzip und Aufbau

Schema einer Penning-Falle mit positiv geladenem Teilchen (Mitte) auf seiner Kreisbahn. Das elektrische Feld (blau) wird durch einen Quadrupol aus Endkappen (a) und Ringelektrode (b) erzeugt, das magnetische Feld (rot) durch die Zylinderspule C.

In dem homogenen Magnetfeld der Penning-Falle werden die geladenen Teilchen auf Kreisbahnen gezwungen. Man begrenzt damit die radiale Bewegungsfreiheit der Teilchen. Das elektrische Quadrupolfeld verhindert, dass sich die Teilchen entlang der Magnetfeldlinien aus der Falle herauswinden. Es schränkt die Bewegung in axialer Richtung durch elektrostatische Abstoßung ein.
Eine klassische Penning-Falle besteht aus drei Elektroden: einer Ringelektrode und zwei Endkappen, wobei die beiden Endkappen auf dem gleichen Potential liegen. Dadurch entsteht ein Sattelpunkt, der die geladenen Teilchen in axialer Richtung fängt. Die Elektroden sind hier in hyperbolischer Form gefertigt, sodass ein Quadrupolpotential entsteht und die Teilchenbewegung in der Falle harmonisch ist.
Viele Penning-Fallen sind inzwischen oft aus fünf zylindrischen Elektroden gefertigt, deren Geometrie und Spannungsverhältnisse so angepasst sind, dass in der Mitte der Falle ein möglichst homogenes Quadrupolpotential herrscht. Der Vorteil von zylindrischen Elektroden ist, dass diese mit höherer mechanischer Genauigkeit gefertigt werden können, sodass das elektrische Potential eine höhere Harmonizität besitzt und aufgrund der höheren Anzahl an Freiheitsgraden feiner einstellbar ist. Außerdem ist es durch die freie Sichtachse in axialer Richtung möglich, beispielsweise einen Laser einzustrahlen oder die Teilchen durch die Falle zu bewegen.
In vielen Experimenten der Grundlagenforschung wird nicht nur eine einzige Penning-Falle verwendet, sondern es werden mehrere, spezialisierte Fallen parallel betrieben.

## Teilchenbewegung in der Falle
In einem Magnetfeld mit der magnetischen Flussdichte {\displaystyle B} oszilliert ein geladenes Teilchen aufgrund der Lorentzkraft mit der Masse {\displaystyle m} und der Ladung {\displaystyle q} auf einer Kreisbahn um die Magnetfeldlinien mit der Zyklotronfrequenz:
{\displaystyle \omega _{c}={\frac {q}{m}}B}
Aufgrund des elektrischen Quadrupolfeldes wird diese Bewegung jedoch modifiziert. In der Penningfalle kann die Bewegung des Teilchens durch die Überlagerung aus drei harmonischen Oszillatoren beschrieben werden. Die Schwingung aufgrund des elektrischen Feldes zwischen den Endkappen wird axiale Bewegung genannt. Die axiale Frequenz beträgt:
{\displaystyle \omega _{z}={\sqrt {{\frac {q}{m}}{\frac {U}{d^{2}}}}}},
wobei {\displaystyle U} die Potentialdifferenz zwischen den Endkappen und der Ringelektrode, und {\displaystyle d} ein geometrischer Parameter der Falle ist. In einer Falle mit hyperbolischen Elektroden kann {\displaystyle d} aus dem Abstand zwischen Fallenmitte und den Endkappen {\displaystyle z_{0}} und dem Fallenradius {\displaystyle r_{0}} bestimmt werden:
{\displaystyle d^{2}={\frac {1}{2}}\left(z_{0}^{2}+{\frac {r_{0}^{2}}{2}}\right).}
Die Bewegung in der Radialebene wird durch zwei Frequenzen definiert: die modifizierte Zyklotronfrequenz und die Magnetron-Frequenz. Die modifizierte Zyklotronbewegung ist wie die freie Zyklotronbewegung eine Kreisbewegung um die Magnetfeldlinien, jedoch ist die Frequenz der Bewegung durch das elektrische Quadrupolfeld verringert:
{\displaystyle \omega _{+}={\frac {\omega _{c}}{2}}+{\sqrt {{\frac {\omega _{c}^{2}}{4}}-{\frac {\omega _{z}^{2}}{2}}}}\approx \omega _{c}-{\frac {U}{2d^{2}B}}}.
Die Magnetronbewegung ist eine langsame Driftbewegung um das Fallenzentrum mit der Frequenz:
{\displaystyle \omega _{-}={\frac {\omega _{c}}{2}}-{\sqrt {{\frac {\omega _{c}^{2}}{4}}-{\frac {\omega _{z}^{2}}{2}}}}\approx {\frac {U}{2d^{2}B}}}.
Die Zyklotronfrequenz lässt sich aus den obigen Frequenzen entweder über die Relation
{\displaystyle \!\ \omega _{c}=\omega _{+}+\omega _{-}},
oder über das sogenannte Invarianztheorem bestimmen, das auch für einen nicht ganz idealen Aufbau einer Penning-Falle Gültigkeit besitzt:
{\displaystyle \omega _{c}={\sqrt {\omega _{+}^{2}+\omega _{-}^{2}+\omega _{z}^{2}}}}
Die Zyklotronfrequenz lässt sich durch Absorption eingestrahlter elektromagnetischer Wellen sehr genau messen, damit lässt sich das Verhältnis der Massen verschiedener Teilchen zu deren Ladung sehr genau bestimmen. Viele der genauesten Massenbestimmungen stammen aus Penningfallen, die eine relative Genauigkeit von {\displaystyle \delta m/m<10^{-10}} erreichen können. Zu den präzisesten bekannten Massen gehören die Massen von Elektron, Proton, Deuteron, 16O, 20Ne, 23Na, 28Si, 40Ar.

## Teilchendetektion
Typischerweise werden die Teilchen in einer Penning-Falle auf zwei Arten detektiert: Zum einen können die Teilchen in der Falle auf einen Teilchendetektor ausgeschossen werden, beispielsweise einen MCP. Die Bestimmung der Teilchenart erfolgt hierbei, indem die modifizierte Zyklotronbewegung durch elektromagnetische Strahlung in einem gewissen Frequenzband angeregt und die Laufzeit der Teilchen zum Detektor gemessen wird. Diejenigen Teilchen, deren modifizierte Zyklotronfrequenz innerhalb des angeregten Bandes lag, besitzen eine höhere Bewegungsenergie und erreichen den Detektor schneller. Ein Abrastern verschiedener Anregungsfrequenzen erlaubt so die Identifikation der gefangenen Spezies. Diese Methode ist destruktiv, allerdings vergleichsweise einfach umzusetzen.
Alternativ können die Teilchen über ihre Spiegelströme detektiert werden. Die gefangenen Teilchen induzieren als bewegte Ladung Spiegelströme in umgebende Elektroden. Diese Spiegelströme sind jedoch klein, typischerweise in der Größenordnung fA. Um diese zu detektieren, wird ein paralleler RLC-Schwingkreis mit hohem Gütefaktor an eine Fallenelektrode angeschlossen. Durch Einstellen des elektrischen Potentials wird nun die Teilchenfrequenz auf die Resonanzfrequenz des Schwingkreises eingestellt, sodass aufgrund der Resonanz die fA-Ströme ein genügend großes elektrisches Signal erzeugen. Diese Methode ist nichtdestruktiv, erfordert aber in der Regel ein Abkühlen der Penning-Falle auf kryogene Temperaturen, da die Spule des RLC-Schwingkreises meist supraleitendem Material besteht. Ein Vorteil dieser Methode ist es, dass der RLC-Schwingkreis entsprechend des Fluktuations-Dissipations-Theorems ein Wärmebad darstellt, die Teilchentemperatur also durch die Ankopplung an den Schwingkreis auf die Umgebungstemperatur gekühlt werden kann.

## Unterschiede zur Paul-Falle
Penning-Fallen haben einige Vorteile gegenüber Paul-Fallen. Erstens verwendet die Penningfalle nur statische elektrische und magnetische Felder. Daher gibt es keine Mikrobewegung und damit verbundene Aufheizung durch die dynamischen Felder. Trotzdem ist Laserkühlung in Penningfallen schwierig, da ein Freiheitsgrad (die Magnetronbewegung) nicht direkt gekühlt werden kann.
Zweitens kann eine Penningfalle bei gleicher Fallenstärke größer gebaut werden. Dadurch kann das Ion weiter entfernt von den Oberflächen der Elektroden gehalten werden. Die Wechselwirkung mit Oberflächenpotentialen, die zu Aufheizungen und Dekohärenz führt, fällt schnell mit zunehmendem Abstand von der Oberfläche ab.
Ein Nachteil einer Penning-Falle ist es, dass sie ein starkes Magnetfeld und dadurch meist supraleitende Magneten benötigt, die teuer und groß sind. Außerdem sind die Teilchen durch die Elektroden vergleichsweise eingeschlossen, sodass beispielsweise das Einstrahlen eines Lasers nur unter bestimmten Winkeln oder erhöhtem Aufwand möglich ist.